# Veruschka
Veruschka von Lehndorff (født 14. maj 1939) er en tysk fotomodel, skuespiller og kunstner.
Veruschka var en af de førende fotomodeller i 1960'erne.
Som skuespiller har hun blandt andet medvirket i Blowup og Casino Royale.
Som billedkunstner arbejdede hun med kropsmaling ofte i camouflage med baggrunden, — en teknik der senere også er set hos Emma Hack og Liu Bolin.
I 2011 udgav hun selvbiografien Veruschka: Mein Leben med journalisten Jörn Jacob Rohwer.